# Gangpur
Gangpur fou un estat tributari protegit de Chhota Nagpur i dses de 1905 d'Orissa, amb una superfície de 6.454 km² i una població de 107.985 habitants (1881). Limitava al nord amb el districte de Lahardaga i l'estat de Jashpur; al sud amb els estats de Bonai, Sambalpur i Bamra; a l'est amb el districte de Singhbhum; i a l'oest amb l'estat de Raigarh (de les Províncies Centrals el 1881). Les valls dels rius Ib, Sankh i Koel del Sud eren la part més fèrtil, però les zones muntanyoses eren poc aprofitables per cultiu encara que si com a boscos. Jungla es trobava també a la vall del Brahmani i en parts de les valls de Koel i Sankh. Els rius Sankh i Koel del Sud s'unien a l'est de l'estat i després corrien al sud entrant al districte de Cuttack i desaiguaven a la mar al golf de Bengala. També el Brahmani seguia un curs similar amb el mateix final. Al riu Ib es trobaven diamants i or però en quantitats petites. Part de la població era aborigen, bhuiyes i uraons. La capital era a Suadi a la vall del riu Ib.
Dependents de l'estat hi havia dos estats menors: 
- Nagra, a l'est
- Hingir, a l'oest (tenia jaciments de carbó no explotats)

Gangpur, Bonai, i altres vuit estats més veïns inclosos a les Províncies Centrals, foren cedits als britànics pel tractat de Deogaon de 1803 pel raja bhonsle de Nagpur. Gangpur depenia del raja de Sambalpur, al seu torn feudatari de Nagpur. Fou restaurat a aquest darrer raja el 1806 per un acord especial. Després del tractat amb Madhuji Bhonsla (Apa Sahib) del 1818, va passar provisionalment sota administració britànica. El 1821 la supremacia feudal de Sambalpur sobre Gangpur fou cancel·lada pel govern britànic i el sobirà va rebre un sanad possessori. El 1826 Nagpur va cedir definitivament els seus drets. El 1827 els britànics van concedir un nou sanad al raja, per cinc anys, però successivament prorrogat fins que se'n va expedir un de nou el 1875. Un darrer sanad fou concedit el 1899 lleument modificat el 1905 quan va passar a dependre d'Orissa (abans formava part de la subdivisió de Chhota Nagpur).
Els ingressos anuals eren de 2000 lliures i el tribut de 50. Part de les terres de l'estat estaven en concessió feudal fetes pels sobirans a canvi de serveis militars, pagant un petit tribut en espècie després commutat per un tribut en diners. Els pobles són governats per un cap (Gaontia), sent la segona autoritat els sacerdots de les deïtats aborígens; els sacrificis humans foren abolits pels britànics. La policia era indígena totalment i la policia rural estava a càrrec dels feudataris (excepte un sol cas).
La dinastia era anomenada Parmar. La branca col·lateral dels Kharposhdar de Birbira va recollir la successió el 28 de novembre de 1858.

## Llista de Rages
- Deu rajes, segles XVI a XVIII
- Raja Baijnath Shekar Deo ?-1804
- Raja Indra Shekhar Deo 1804-1820
- Raja Parsharam Shekhar Deo 1820-1827
- Raja (desconegut) 1827-1837
- Raja Jagadev Shekhar Deo 1833-1852
- Raja Chandrabhani Shekhar Deo 1852-1858
- Raja Madan Mohan Shekhar Deo 1859
- Raja Danardan Shekhar Deo 1860-1865
- Raja Raghunati Shekhar Deo 1858-1917
- Raja Bhawani Shankhar Deo 1917-1930
- Rani Janaki Rathnayammarjee de Kurupam, Regent 1930-1944
- Raja Bir Mitra Pratap Shekhar Deo 1930-1938
- Raja Bir Udit Pratap Shekhar Deo 1938-1948 (+1967)